# NGC 4405
NGC 4405 este o galaxie lenticulară situată în constelația Părul Berenicei. A fost descoperită în 20 martie 1789 de către William Herschel. Se află la o distanță de 16,5 megaparseci de Pământ.